# Amitāyus
Amitāyus è il Buddha della Lunga Vita, una forma di Amitabha Buddha come indicato nel sutra breve della Terra Pura.

## Descrizione
Citato nel Mahayana Amitāyus Sūtra, Amitāyus incarna la qualità buddhica della longevità, e attraverso la sua pratica i buddhisti ritengono possibile eliminare gli ostacoli spirituali e sviluppare lunga vita, merito, e saggezza, virtù essenziali per raggiungere l'Illuminazione.
Il culto di Amitāyus è riconosciuto in molte scuole buddhiste legate alla scuola Mahāyāna. In Tibet in particolare è al centro di rituali miranti a prolungare la vita.

## Iconografia
Amitāyus è raffigurato in immagini color zafferano che lo distingue dal consueto colore rosso attribuito ad Amitabha, con cui condivide il pavone come vahana, ossia cavalcatura. Siede in vajrasana su una corolla di loti che poggia su un trono a più piani, ed è circondato da aureola e alone luminosi intorno ai quali si svolge un grande cerchio di peonie fiorite.
Il trono è coperto al centro da un tappeto ricamato ai cui lati sono dipinte le immagini elegantemente stilizzate di due pavoni.
Il Buddha della Lunga Vita è parato di tutti gli ornamenti del bodhisattva e del Buddha coronato. La corona a cinque fioroni gemmati culmina in un gioiello raggiante e due grandi orecchini pendono ai lati del volto adagiandosi sulle spalle. Le mani poggiano in grembo in samadhimudra reggendo il vaso dell'ambrosia dal quale emerge un ramoscello fiorito, simbolo dell'Albero della vita.

## Mantra di Amitāyus
Alla pratica di Amitāyus è associato un mantra, Om amarani jiwantiye swaha, la cui recitazione può purificare il karma negativo creato compiendo azioni dannose e stimolando la capacità di lunga vita e l'accumulazione meritoria.
Il mantra di Amitāyus può essere dedicato al beneficio degli altri esseri senzienti.